# Toni Young
Pour les articles homonymes, voir Young.
Toni Young est une joueuse américaine de basket-ball, née le 11 janvier 1991 à Del City (Oklahoma).

## Biographie

### Carrière universitaire
En quatre saisons avec les Sooners de l'Oklahoma, ses statistiques sont 12,5 points, 8,1 rebonds et 1,3 contre en étant la seconde joueuse de l'université à cumuler au moins 1 000 points, 700 rebonds et 100 contres. Excellente au saut en hauteur, elle participe même aux sélections olympiques en vue des Jeux de Londres. Elle n'avait pourtant commencé le saut en hauteur et le basket-ball qu'en seconde année de lycée.

### WNBA
Elle est draftée en septième position par le Liberty de New York. Après une année rookie assez correcte (31 matches dont 10 dans le cinq de départ pour 4,1 points et 1,9 rebond de moyenne), le Liberty la remercie après huit rencontres trop discrètes pour sa deuxième année (1,1 point de moyenne) en juin 2014. En 2015, elle effectue la pré-saison avec les Stars de San Antonio, mais n'est pas conservée dans l'effectif.

## Europe
En juillet 2013, elle signe avec le club israélien du Maccabi Ramat Hen.

## Clubs

### NCAA
- 2009-2013 : Sooners de l'Oklahoma

### WNBA
- 2013-2014 : Liberty de New York

## Europe
- 2013-2014 :  Maccabi Ramat Hen